# Alt Comissionat per a les Minories Nacionals
L'Alt Comissionat per a les Minories Nacionals va ser creat el 8 de juliol de 1992 per la Reunió de la Cimera de Hèlsinki de la Conferència sobre la Seguretat i la Cooperació a Europa (CSCE), 1975, l'Alt Comissionat per a les Minories Nacionals està encarregat d'identificar i cercar la ràpida resolució de les tensions ètniques que podrien posar en perill la pau, l'estabilitat o les relacions amistoses entre els Estats participants de l'Organització per a la Seguretat i la Cooperació a Europa (OSCE). L'Organització està formada per 57 Estats participants d'Amèrica del Nord, Europa i Àsia.
El Consell d'Europa té capacitat en la determinació de criteris que orientin la solució dels conflictes territorials de sobirania des dels valors, atenent els principis que fonamenten l'organització com són el respecte dels drets fonalmentals, la democràcia i l'estat de dret.

## Comissionats
- Max van der Stoel (Països Baixos) — 1993—2001.
- Rolf Ekéus (Suècia) — 2001—2007.
- Knut Vollebæk (Noruega) — 2007—2013.
- Astrid Thors (Finlàndia) — 2013-2016.
- Lamberto Zannier (Itàlia) — 2017-2020.[3]
- Kaïrat Abdrakhmanov — 2020-[4]